# Irpiciporus
Irpiciporus is een geslacht in de familie Cerrenaceae. De typesoort is Irpiciporus mollis, maar deze is later hernoemd naar Irpiciporus pachyodon.

## Soorten
Volgens Index Fungorum telt het geslacht vijf soorten (peildatum maart 2022):
| Soortnaam                                | Auteur(s)                     | Publicatiejaar |
| ---------------------------------------- | ----------------------------- | -------------- |
| Irpiciporus cubensis                     | (Berk. & M.A. Curtis) Murrill | 1907           |
| Irpiciporus japonicus                    | Nohara                        | 1910           |
| Irpiciporus litschaueri                  | (Lohwag) Zmitr.               | 2018           |
| Irpiciporus pachyodon (Getande kaaszwam) | (Pers.) Kotl. & Pouzar        | 1957           |
| Irpiciporus tanakae                      | Nohara                        | 1910           |